# Ботан (Во)
Ботан (фр. Bottens) — громада  в Швейцарії в кантоні Во, округ Гро-де-Во.

## Географія
Громада розташована на відстані близько 75 км на південний захід від Берна, 10 км на північ від Лозанни.
Ботан має площу 6,9 км², з яких на 7,6% дозволяється будівництво (житлове та будівництво доріг), 71,6% використовуються в сільськогосподарських цілях, 20,2% зайнято лісами, 0,6% не є продуктивними (річки, льодовики або гори).

## Демографія
2019 року в громаді мешкало 1298 осіб (+19,5% порівняно з 2010 роком), іноземців було 14,7%. Густота населення становила 189 осіб/км².
За віковим діапазоном населення розподілялося таким чином: 24,7% — особи молодші 20 років, 62,7% — особи у віці 20—64 років, 12,6% — особи у віці 65 років та старші. Було 515 помешкань (у середньому 2,5 особи в помешканні).
Із загальної кількості 238 працюючих 50 було зайнятих в первинному секторі, 76 — в обробній промисловості, 112 — в галузі послуг.